# Treća žena (1997.)
Treća žena, hrvatski dugometražni film iz 1997. godine.